# アチ・ベルトンチェリ
アチ・ベルトンチェリ（Aci Bertoncelj, 1939年8月27日 - 2002年9月23日）は、ユーゴスラビア出身のピアノ奏者。
リュブリャナの生まれ。リュブリャナ音楽院でヒルダ・ホラークに師事し、1960年に卒業。その後は、ザルツブルクでカルロ・ゼッキやハンス・ライグラフ、パリでピエール・サンカン、ローマでグイド・アゴスティらの薫陶を受けた。1960年代より、ヴァイオリニストのデヤン・ブラヴニチャルとチェリストのチリル・シュケルヤンツとでタルティーニ三重奏団を結成して室内楽の方面で活動したが、1966年から1981年までスロヴェニア放送交響楽団の専属ピアニストを務めた。
1979年からリュブリャーナ音楽院で教鞭を執った。
ドムジャレにて没。